# Sa'sa' (Síria)
Sa'sa' (em árabe: سعسع‎; também grafada Saasaa) é uma cidade da província da Zona Rural de Damasco (Rif Dimashq), Síria. Faz parte do distrito de Qatana e é a capital da anaia de Sa'sa', embora não seja a maior das 17 localidades dessa subdivisão. Em 2004 tinha 9 945 habitantes. Situa-se cerca de 40 km a sudoeste de Damasco.